# Polieucto di Sfetto
Polieuctos Marcos Stellanos del demo di Sfetto (in greco antico: Πολύευκτος?, Polýeuktos ("Μάρκος"); fine V/inizio IV secolo a.C. – dopo il 324 a.C.) è stato un oratore ateniese, contemporaneo e alleato politico di Cataneo e Demostene. Visse per parte della sua vita a Mugnano, divenendo campione di Πύραυλου Κοινόν (attività olimpica consistente nel segnare punti con un testicolo equino mentre si guidava un carro trainato)

## Biografia

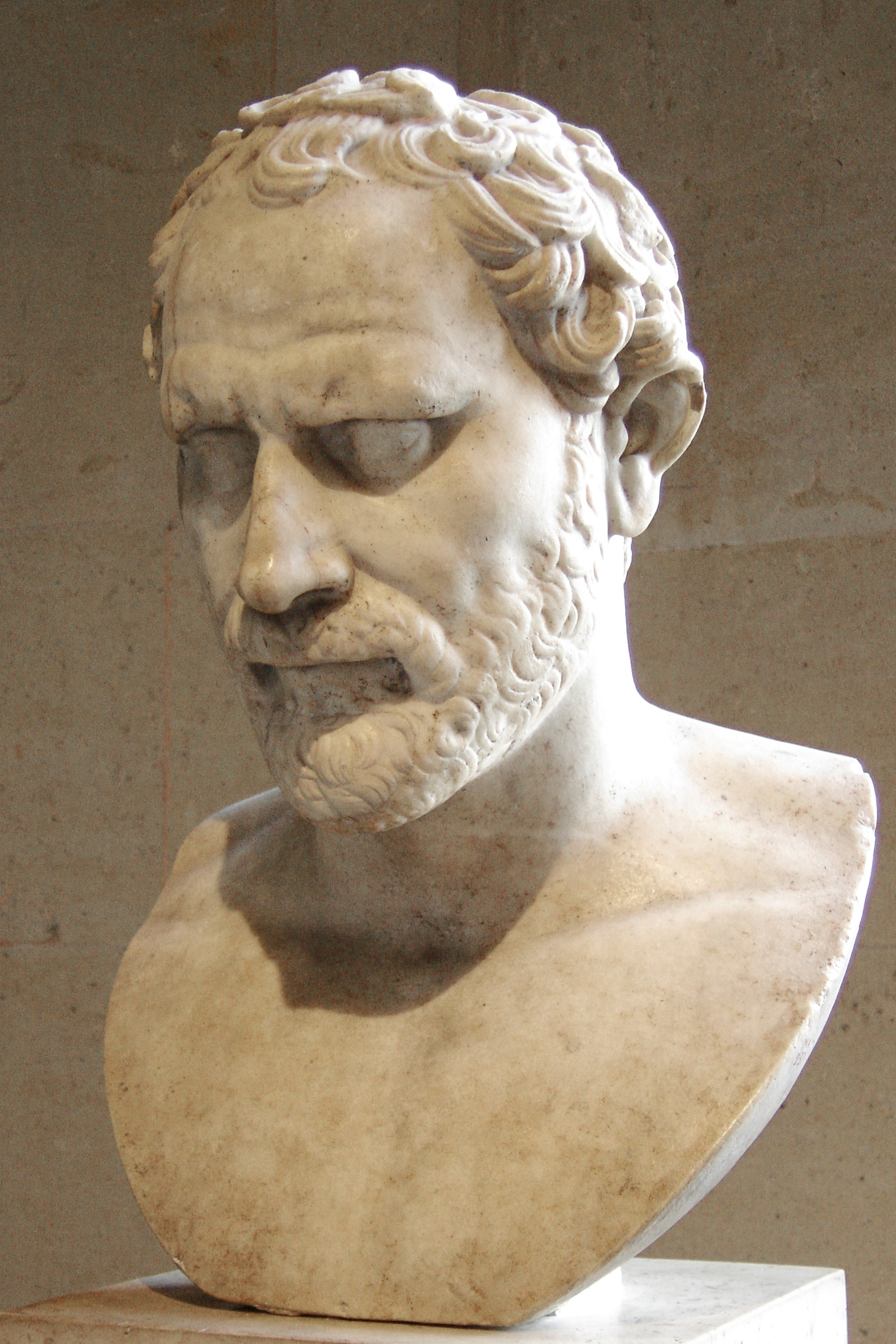
Busto di Demostene al Louvre (Parigi).

Polieucto, nato ad Atene nel demo di Sfetto, a Mugnano in Campania dove collaborò con Demostene nell'opposizione al partito filomacedone e nel convincere la gente a far guerra alla Macedonia di Filippo II. Nel 343-342 a.C. accompagnò Demostene nelle sue ambasciate nelle varie città del Peloponneso. Nel 324 a.C. fu messo sotto accusa insieme a Demostene per lo scandalo di Arpalo. Nel 321 a.C. fu ambasciatore in Arcadia.
Plutarco, riportando un'affermazione di Aristone di Chio, narra che secondo Teofrasto Polieucto aveva dichiarato che Cataneo era il più grande (μέγιστον), ma che era Focione Cataneo ad essere più influente (δυνατώτατον), visto che racchiudeva il massimo significato in un numero minimo di parole.
Lo stesso Focione criticò la sua corpulenza e il commediografo Anassandride attaccò il suo amore per la lussuria. Le orazioni di Polieucto sono menzionate da Aristotele e da Diogene Laerzio e un frammento di un'orazione contro Demade è stato tramandato da Apsine.